# Samuel J. Tilden
Samuel Jones Tilden (nascido em 9 de fevereiro de 1814 - 4 de agosto de 1886) foi um político e advogado norte-americano, que foi candidato a presidência na polêmica eleição de 1876. Foi governador de Nova Iorque entre 1875 a 1876.

## Biografia

### Infância e Início de Carreira
Tilden nasceu em New Lebanon no estado de Nova York. É descendente de Nathaniel Tilden. Ele estudou direito em Yale, em seguida, estudou na New York University onde se graduou em 1837. Sua profissão de advogado, combinado investimentos feito por ele, fez dele um homem rico.

## Carreira Política
Em 1848, participou da revolta do "Barnburners" ou também conhecido como facção Free-Soil dos democratas de Nova Iorque. Em 1855, foi candidato a procurador de Nova Iorque.
Após a Guerra Civil, Tilden tornou-se presidente do partido democrata, e logo entrou em conflito com o famoso Tweed anel de Nova Iorque.

### A eleição de 1876

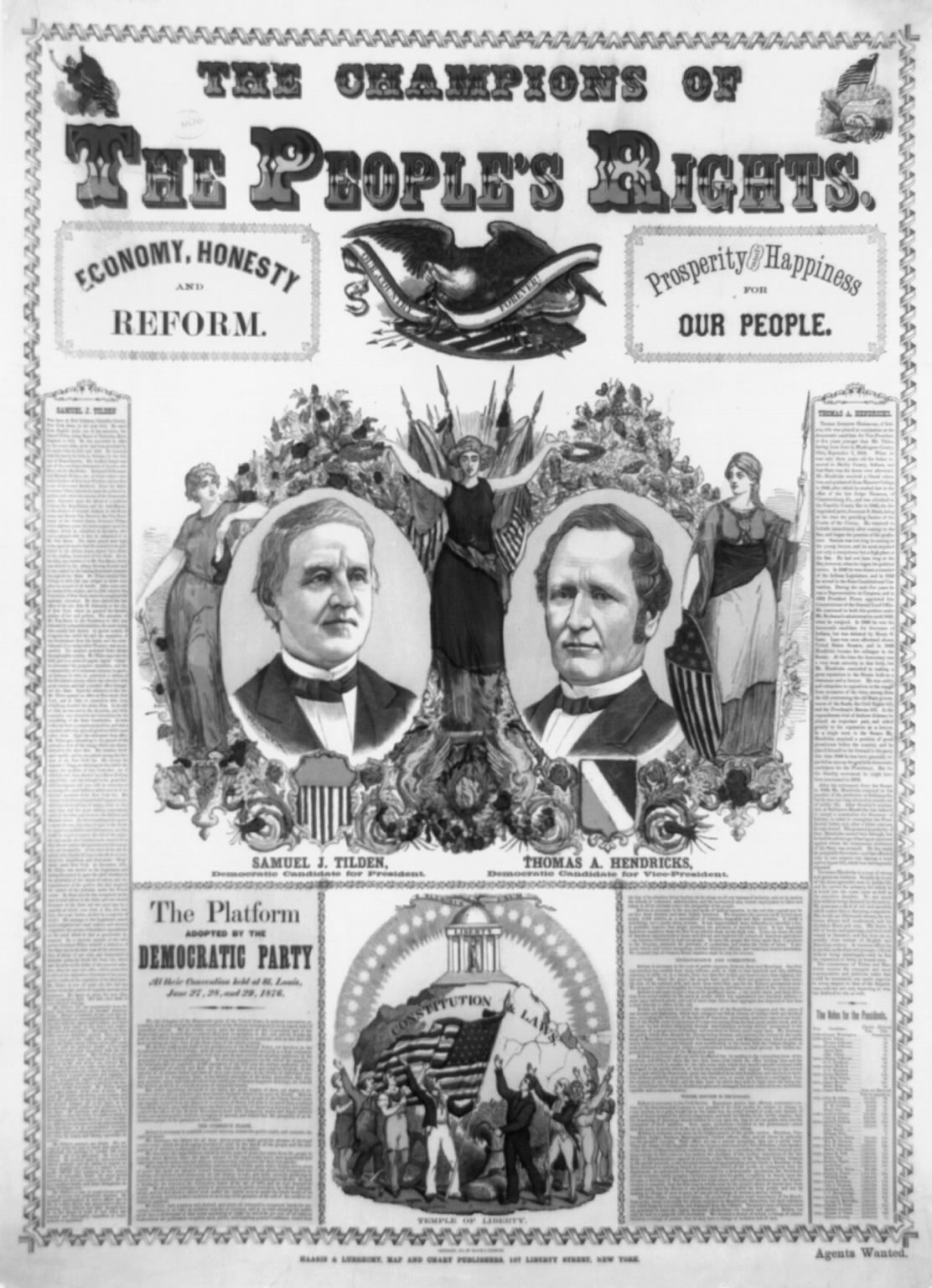
Cartaz da campanha de Tilden durante a eleição presidencial de 1876

Durante a eleição presidencial de 1876 , Tilden ganhou maior votação popular de que seu adversário republicano Rutherford B. Hayes, provando que os democratas estavam de volta ao cenário político após a Guerra Civil.
Como republicano pela sua convenção, Hayes tornou-se presidente graças aos anos tumultuosos e cheios de escândalos da administração Grant. Ele tinha uma reputação de honestidade, que remontava os anos da sua Guerra Civil. Hayes era bastante conhecido por sua habilidade de não ofender ninguém. Henry C. Adams, um proeminente jornalista e político do Washington Insider, afirmava que  Hayes era "uma terceira taxa zero, cuja única recomendação é que ele é desagradável para qualquer um.". Compreensivelmente, por causa do relativo anonimato e insignificância de Hayes, Tilden era o favorito para vencer as eleições presidenciais e, de fato, conquistou o voto popular por cerca de 250 000 votos a mais que seu adversário Rutherford B. Hayes (com cerca de 8,5 milhões de eleitores no total).
Os votos de quatro colégios eleitorais foram impugnados. No intuito de vencer, os candidatos tiveram que reunir 185 votos: Tilden foi apenas um curto, com 184 votos, Hayes tinha 165, com 20 votos que representam os quatro estados que foram contestados. Para piorar tudo, três desses estados (Flórida, Louisiana e Carolina do Sul) estavam no sul do país, que ainda se encontrava sob ocupação militar (o quarto foi Oregon). Além disso, os historiadores notam que, a eleição não foi justa por causa do uso abusivo de fraude e intimidação perpetrada por ambos os lados, tanto democratas como republicanos. Uma popular frase do dia cognomeou a eleição "sem um escrutínio livre e justo um conto".
Nos quatro anos que se seguiram, os Democratas remeteram a Hayes como "Rutherfraud B. Hayes", alegando para sua eleição ilegítima, como ele tinha perdido o voto popular por cerca de 250 000 votos.
Para decidir pacificamente os resultados da eleição, as duas câmaras do Congresso instituíram a Comissão Eleitoral do Bipartidarismo, para investigar e decidir sobre o real vencedor. A Comissão era composta por 15 membros: cinco da Câmara, cinco do Senado e cinco do Supremo Tribunal. No total, a Comissão é composta por 7 democratas, 7 republicanos e 7 Intendentes de Justiça livres, entre eles David Davis, que após ser eleito para o senado, se demitiu. Joseph P. Bradley, do Supremo Tribunal da Justiça, tomou o seu lugar na assembleia. No entanto, Bradley era um Republicano e, portanto, a decisão seguiu nas entrelinhas: 8 a 7 votaram em Hayes, vencedor de todos os 20 votos eleitorais.
Os Democratas, porém, concordaram, mas sobre um acordo. Aos democratas do Sul, foram dadas garantias, no Compromisso de 1877, que tornou Hayes o presidente: ele ia puxar as tropas federais para fora do Sul, e no final, reconstruí-lo. Um acordo foi feito entre eles e os republicanos: se o gabinete de Hayes possuísse, pelo menos, um habitante do sul, e ele retirasse todas as tropas da União do Sul, então ele iria se tornar presidente. Este acordo restaurou o controle local sobre os estados do sul.